# Stirnabschreckversuch

Schematische Darstellung von Abschreckung der glühenden Probe und (stark übertriebener) Größe der Härteeindrücke auf der angeschliffenen Probe

Der Stirnabschreckversuch nach Walter E. Jominy, auch Jominy-Versuch (DIN EN ISO 642) ist ein Verfahren der Werkstoffprüfung und dient zur Prüfung der Härtbarkeit von Stahl. Ermittelt wird die höchsterreichbare Härte beim Abschreckhärten (Aufhärten) und der Verlauf der Härte in die Tiefe bei einem bestimmten Querschnitt (Einhärten). Der Stirnabschreckversuch findet auch bei anderen metallischen Werkstoffen, insbesondere bei Aluminium, Anwendung.

## Verlauf
Eine zylindrische Stahlprobe von 100 Millimetern Länge und 25 Millimetern Durchmesser wird nach dem werkstoffabhängigen Normalglühen auf Härtetemperatur erwärmt, dann innerhalb von 5 Sekunden aus dem Ofen genommen und an der Stirnseite von unten mindestens 10min lang mit einem 20 °C warmen Wasserstrahl abgeschreckt.
Danach wird die Zylindermantelfläche gegenüberliegend um 0,4 bis 0,5 Millimeter auf einer oder mehreren Bahnen plan abgeschliffen. Ausgehend vom Rand der abgeschreckten Stirnfläche wird schrittweise (1,5 - 3 - 5 - 7 - 9 - 11 - 13 - 15 - 20 - 25 - 30 - ... Millimeter) die Härte nach Rockwell (HRC) oder nach Vickers (HV30) gemessen. Alternativ fängt bei nicht stark einhärtenden Werkstoffen der Abstand von der Stirnfläche bei 1 -> 2 -> 3 mm... an.
Die ermittelten Werte sinken von einem Maximum bei 1,5 Millimeter ab, je weiter man sich von der abgeschreckten Stirnfläche entfernt.

## Anwendung
Die chemische Zusammensetzung einer Stahlsorte darf in bestimmten Grenzen variieren. Damit variiert die Härtbarkeit, die vor allem von der chemischen Zusammensetzung abhängt. Oft wird in den Bestellanforderungen neben der Stahlsorte eine bestimmte Ein- und Aufhärtbarkeit genannt. Diese muss dann vom Lieferanten mittels Stirnabschreckversuch nachgewiesen werden. 